# Козловка (Терновский район)
Козло́вка— село на севере Терновского района Воронежской области.
Административный центр Козловского сельского поселения.
Русское население составляет — 99,5 %. Граждан других национальностей на территории поселения — 15 человек — 0,5 %.

## География
Село расположено в 25 км (по дорогам) к западу от районного центра — села Терновка. Через село протекает река Елань (приток Савалы), на южной окраине села в неё впадает река Малая Елань.

## История
Основано в начале XVIII века крестьянами-однодворцами, прибывшими из селений, расположенных рядом с г. Козловом (ныне Мичуринск). Название поселению было дано в память о прежнем месте жительства.
В XIX веке относилась к Борисоглебскому уезду Тамбовской губернии. Из описания Борисоглебского уезда 1787 года, видно, что с. Козловка тогда имела 300 дворов, деревянную церковь, две торговые лавки, 6 кузниц, казённый питейный дом, мукомольную мельницу.
К середине XIX века с. Козловка становится крупнейшим селом в своей местности. Три раза в год проводились оживленные ярмарки. Большинство домов, крытых соломой были сделаны из саманов. Из-за этого в деревне были частые пожары.
В 1914 году была построена новая школа.
В 1938—1956 годах Козловка была центром Козловского района.
Козловский сельсовет был основан 09.03.1964 года Указом Президиума Верховного Совета РСФСР.
Законом Воронежской области № 63-03 от 15.10.2004 года Козловский сельсовет наделен статусом сельского поселения. Официальное наименование «Козловское сельское поселение».

## Население
| 1959  | 1979  | 2010  | 2012  | 2013  | 2014  | 2015  |
| ----- | ----- | ----- | ----- | ----- | ----- | ----- |
| 6005  | ↘4911 | ↘2385 | ↘2312 | ↘2249 | ↘2175 | ↘2098 |
| 2016  | 2017  | 2018  |       |       |       |       |
| ↘2037 | ↘1977 | ↘1915 |       |       |       |       |

## Экономика
Основной вид деятельности — сельскохозяйственное производство.
На территории Козловского сельского поселения расположены следующие предприятия:
- Филиал «Козловка» ООО «Агротехнологии»,
- ИП Глава КФХ Рожнов А. И.,
- КФХ-8.

## Инфраструктура
В настоящее время в селе одна школа, клуб, 8 магазинов, церковь, аптечный пункт, врачебная амбулатория, «Почта России», отделение сбербанка, пожарное депо № 84.
Муниципальные учреждения:
- МУЗ «Терновская ЦРБ» Козловская врачебная амбулатория,
- МКОУ «Козловская СОШ»,
- МКДОУ «Козловский детский сад»,
- МКУК «Козловский центр культуры» (в состав входят Козловский СДК и Козловская сельская библиотека).

## Достопримечательности
- Памятник Герою Советского Союза Шевлякову Николаю Степановичу

В селе был установлен памятник Герою Советского Союза Шевлякову Н. С., совершившего подвиг во время ВОВ.
Николай Степанович Шевляков — уроженец с. Козловка, окончил Козловскую среднюю школу. Работал председателем сельского Совета, председателем колхоза «Красное Знамя», заместителем директора Козловской МТС.
22 июня 1941 г. — ушёл на фронт добровольцем.
Командир взвода 1174-го стрелкового полка 348-й стрелковой дивизии, младший лейтенант.
Похоронен в селе Кобелево Старицкого района.
Указом Президиума Верховного Совета СССР от 5 мая 1942 года было присвоено звание Героя Советского Союза (посмертно) — «за образцовое выполнение боевых заданий командования на фронте борьбы с немецкими захватчиками и проявленные при этом отвагу и геройство Николаю Степановичу Шевлякову».
Стал первым Героем Советского Союза в 348-й стрелковой дивизии, прошедшей путь от Москвы до Берлина.
Его именем названа улица, где он жил.
- Памятник учителям и ученикам, погибшим в годы войны.
- В центре села есть скромный памятник, где находится братская могила. В ней похоронены коммунисты и комсомольцы, павшие от рук белогвардейцев.
- Памятник, погибшим в годы Великой Отечественной войны 1941—1945 годов.

## Религия
- Боголюбский храм

Храм в с. Козловка Терновского района Воронежской области был разрушен в 1938 г. Исторические сведения о храме, годах его строительства утрачены. В 1997 году храм был реконструирован из бывшего магазина на средства прихожан и их же трудами. По благословению митрополита Воронежского и Липецкого Мефодия храм был освящен малым чином протоиереем Василием Гришановым 3 июня 1997 года. С этого момента богослужения совершаются регулярно. Принадлежит Борисоглебской епархии РПЦ.
Святыни храма: икона препп. Оптинских Старцев с частицами мощей.